# Hypersonic Technology Demonstrator Vehicle
El Hypersonic Technology Demonstrator Vehicle (HSTDV, en español: Vehículo demostrador de tecnología hipersónica) es un vehículo aéreo no tripulado scramjet de demostración de velocidad hipersónica. Se está desarrollando como vehículo portador de misiles hipersónicos y misiles de crucero de largo alcance, y tendrá múltiples aplicaciones civiles, entre ellas el lanzamiento de pequeños satélites artificiales a bajo coste. El programa HSTDV está siendo desarrollado por la Organización de Investigación y Desarrollo de Defensa (DRDO) de la India.